# Estación de Sabadell Parque del Norte
Sabadell Parque del Norte (en catalán y oficialmente, Sabadell Parc del Nord) es una estación de ferrocarril suburbano y subterránea, situada en la ciudad española de Sabadell (Barcelona). Es la estación terminal de la línea S2 de la línea Barcelona-Vallés de Ferrocarriles de la Generalidad de Cataluña. En 2018 registró un tráfico de 366 524 usuarios, lo que la convierte en la menos utilizada en Sabadell de FGC.

## Situación ferroviaria
La estación se sitúa en el punto kilométrico 13,918 de la línea férrea de ancho internacional original San Cugat-Sabadell (sin pasar por la Autónoma), a 279 metros de altitud. El tramo es de vía doble y está electrificado.

## Historia
La estación fue abierta al público el 20 de julio del 2017 con la prolongación del ramal de Sabadell desde la estación de Sabadell Plaza Mayor.

## La estación
Se encuentra al norte de Sabadell en el subsuelo del Parque del Norte. Cuenta con dos niveles. En el primero se encuentran las máquinas de autoventa de billetes, las barreras tarifarias de control de accesos, los aseos adaptados, etc. En el segundo están las dos vías generales con un andén central de 9 metros de ancho y 120 de longitud. La comunicación entre los dos niveles se realiza mediante una escalera fija, una escalera mecánica de subida y un ascensor, haciendo la estación totalmente accesible.

## Servicios ferroviarios
El horario de la estación se puede descargar en el siguiente enlace. El plano de las líneas del Vallés en este enlace. El plano integrado de la red ferroviaria de Barcelona puede descargarse en este enlace.
| << cabecera                   | < estación     | línea | estación > | cabecera >> |
| ----------------------------- | -------------- | ----- | ---------- | ----------- |
| Línea Barcelona-Vallés de FGC |                |       |            |             |
| Barcelona-Plaza de Cataluña   | Sabadell Norte |       | Terminal   | Terminal    |